# Harald Conrad Stilling

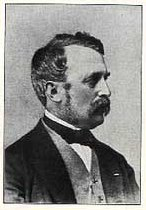
H.C. Stilling.

Harald Conrad Stilling, född den 9 februari 1815 på Hirschholm, död den 29 november 1891, var en dansk arkitekt.
Stilling studerade vid konstakademien i Köpenhamn och reste som dess stipendiat i Italien, Grekland och Orienten 1849-54. Såväl före som efter resan utförde han flera arkitektoniska anläggningar (byggnader i Tivoli 1843, Casinoteatern 1847, Folketeatret), som utmärks genom friskhet och lätthet i anordningen. Stilling blev 1858 medlem av akademien och var 1871-87 stadsbyggmästare i Köpenhamn. Han var en framstående akvarellmålare och behandlade med förkärlek arkitektoniska utsikter från Italien. Han utgav Rejse i Ægypten (1869), Smaa Historier om store Kunstnere (1872) med mera.